# Biocentrum Mokroš
Mokroš je uměle vytvořené lokální biocentrum mezi obcemi Mořice a Nezamyslice v okrese Prostějov v Olomouckém kraji. Vzniklo v roce 2004 a nabízí smíšený biotop louky, lesa a mokřadu, který převažuje. Svoji současnou podobu biocentrum získalo v roce 2008.

## Lokalita

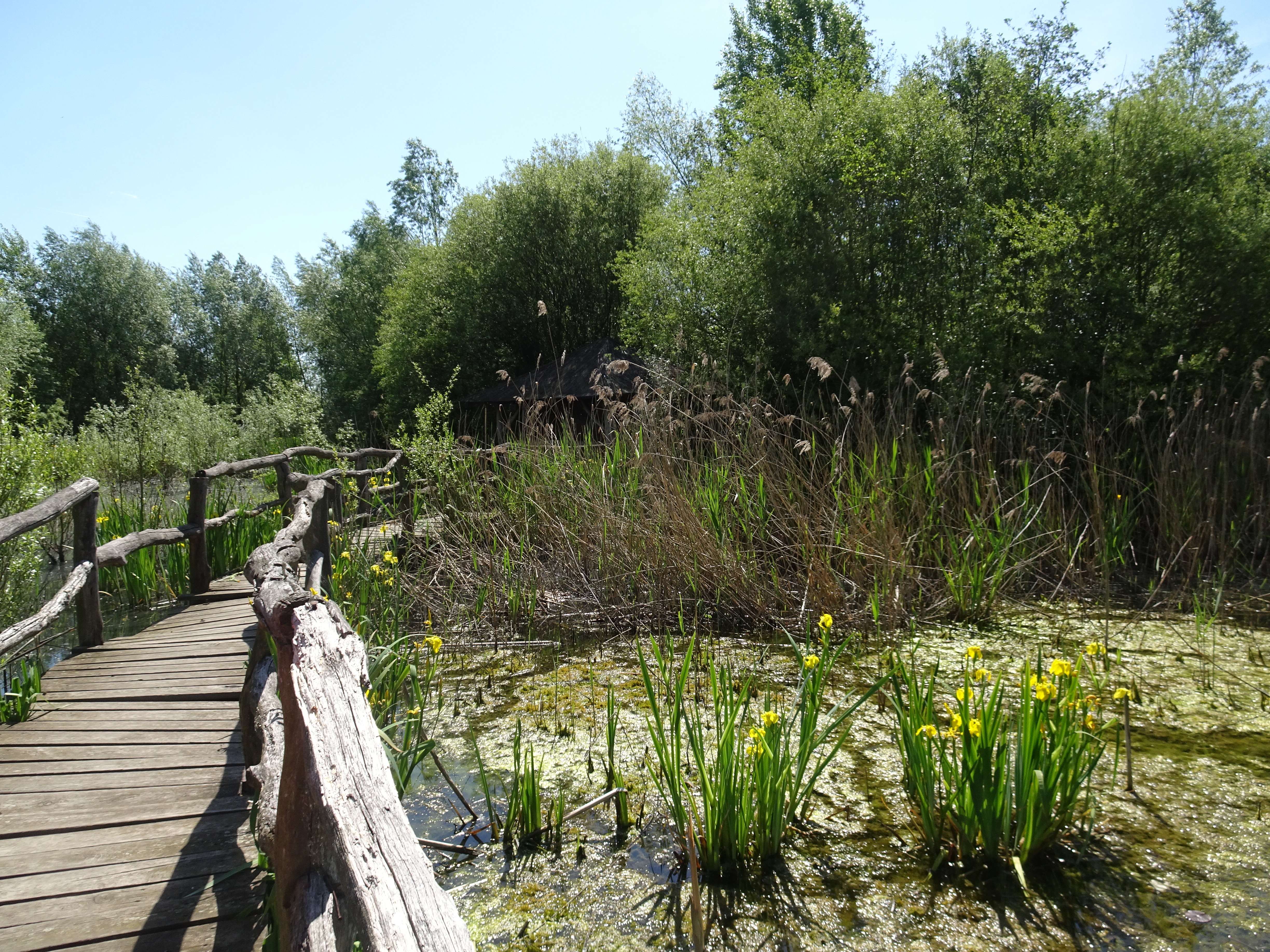
Pohled na lávku přes mokřad

Lokální biocentrum Mokroš se nachází mezi obcemi Mořice a Nezamyslice v blízkosti toku Mořického potoka v nadmořské výšce 202 m. Dříve v těchto místech bývala přírodní oblast zvaná Močidla, která vykazovala větší koncentraci vlhkosti než okolí, takže byla pro zemědělskou potřebu méně atraktivní, jelikož nešla dostatečně odvodnit. Vzhledem k budování blízké dálnice bylo rozhodnuto o zřízení ekologického místa v rámci ochrany přírody v blízkosti obce.

## Realizace a revitalizace
V roce 2003 byl firmou Agroprojekt PSO vypracován projekt na vybudování ekocentra v blízkosti Mořického potoka v oblasti dřívějších Močidel, jehož realizaci se v  roce 2004 ujaly firmy Eden a Zahrada Olomouc. O rok později došlo k výsadbě břehových, bahenních a vodních rostlin firmou Zahradní realizace Komořany u Brna. To vše po záštitou pobočky ČSOP v Němčicích nad Hanou.
Konečnou podobu dostalo biocentrum v červnu roku 2008, kdy v rámci programu NET4GAS Blíž přírodě vznikl povalový chodník, vedoucí skrze uměle vybudované mokřadní jezírko, a zastřešená ptačí pozorovatelna v altánkovém stylu. Zároveň byla zřízená naučná stezka o délce 1,9 km s pěti informačními tabulemi.
Celá oblast biocentra má přibližně 3 hektary a jeho centrem je mokřad, v okolí se nachází louky a lužní les. Primárně je Mokroš zřízen jako retenční nádrž, což se účinně projevilo při záplavách v roce 2011, kdy Mořice tak byly ušetřeny větších škod. Celé biocentrum slouží i jako útočiště a úkryt pro zvěř, je výzvou na procházku do přírody za zábavou i vzděláním, k čemuž dobře poslouží výše zmíněná naučná stezka. 
Celkové náklady na vybudování tohoto umělého biotopu byly vyčísleny přibližně na 3 miliony korun.
V roce 2009 došlo v blízkosti biocentra i k vysázení sadu s vzácnými ovocnými odrůdami na ploše 0,4 ha, celkově o počtu 90 stromů a 200 keřů.

## Fauna a flora v biocentu Mokroš
Uměle vybudovaný mokřad a jeho okolí je sídlem mnoha živočichů, kteří zde našli přirozené místo svého pobytu trvale či dočasně. Jsou to v jezírku především slyšitelné žabí druhy skokan hnědý či ropucha zelená, z ryb lín obecný a plotice obecná. V okolním lesním remízku lze spatřit poštolku obecnou, káně lesní nebo straku obecnou. Z dalších zde žijících živočichů je to kachna divoká, volavka popelavá, zajíc polní, bažant obecný či úžovka obojková.
Z rostlinných druhů se zde nachází přeslička poříční, puškvorec obecný, ostřice latnatá, pryskyřník plamének, blatouch bahenní, šmel okoličnatý, vrbina penízková, šípatka širolistá, kyprej vrbice, vachta trojlistá a kosatec žlutý. 

## Současnost
Problematicky se jeví ne právě dobrý stav schůdnosti povalové stezky nad mokřadovým jezírkem. Je zvažována náprava, která je vyčíslena přibližně na 100 tisíc korun.

## Galerie

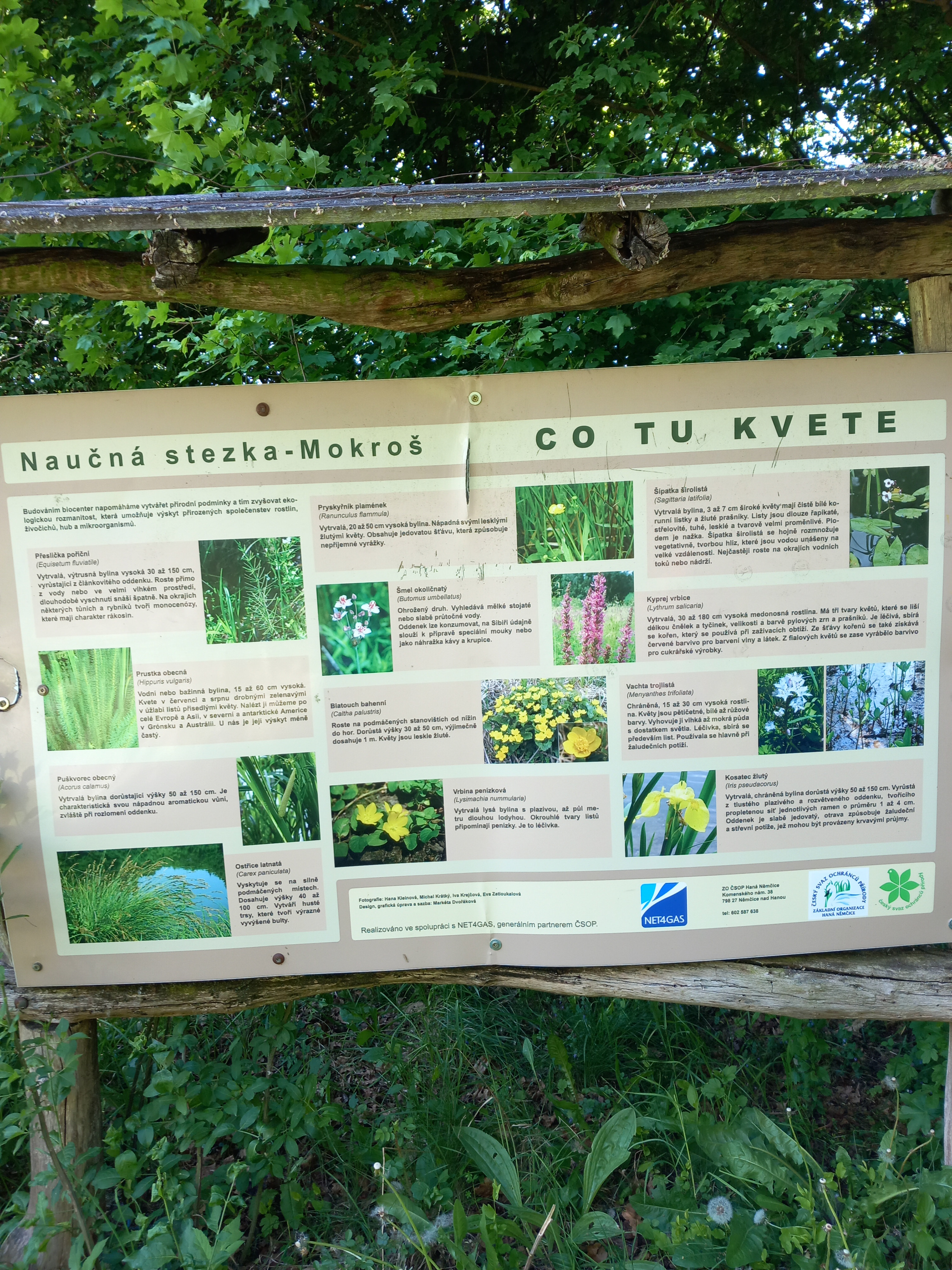
informační tabule
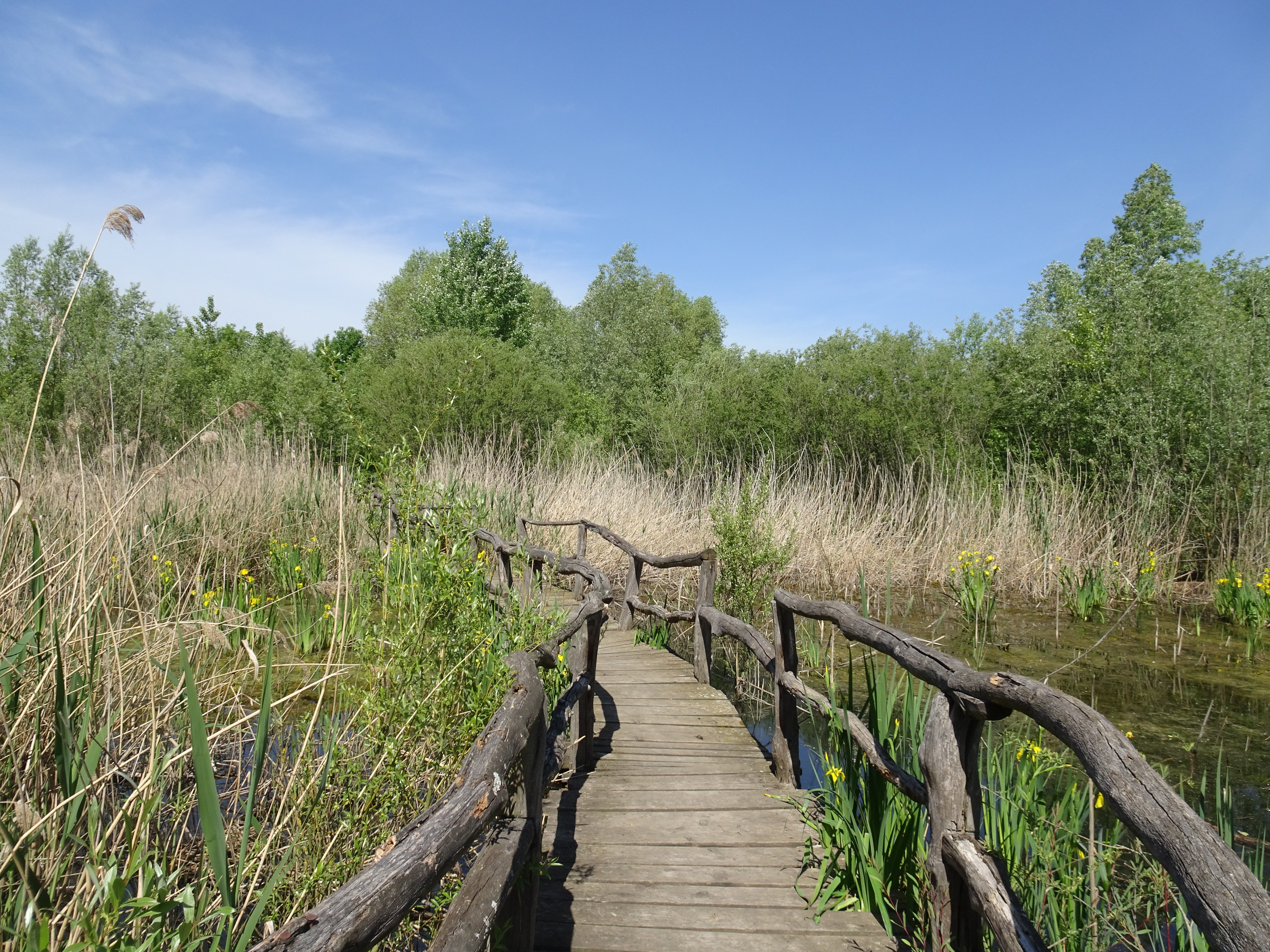
povalový chodník
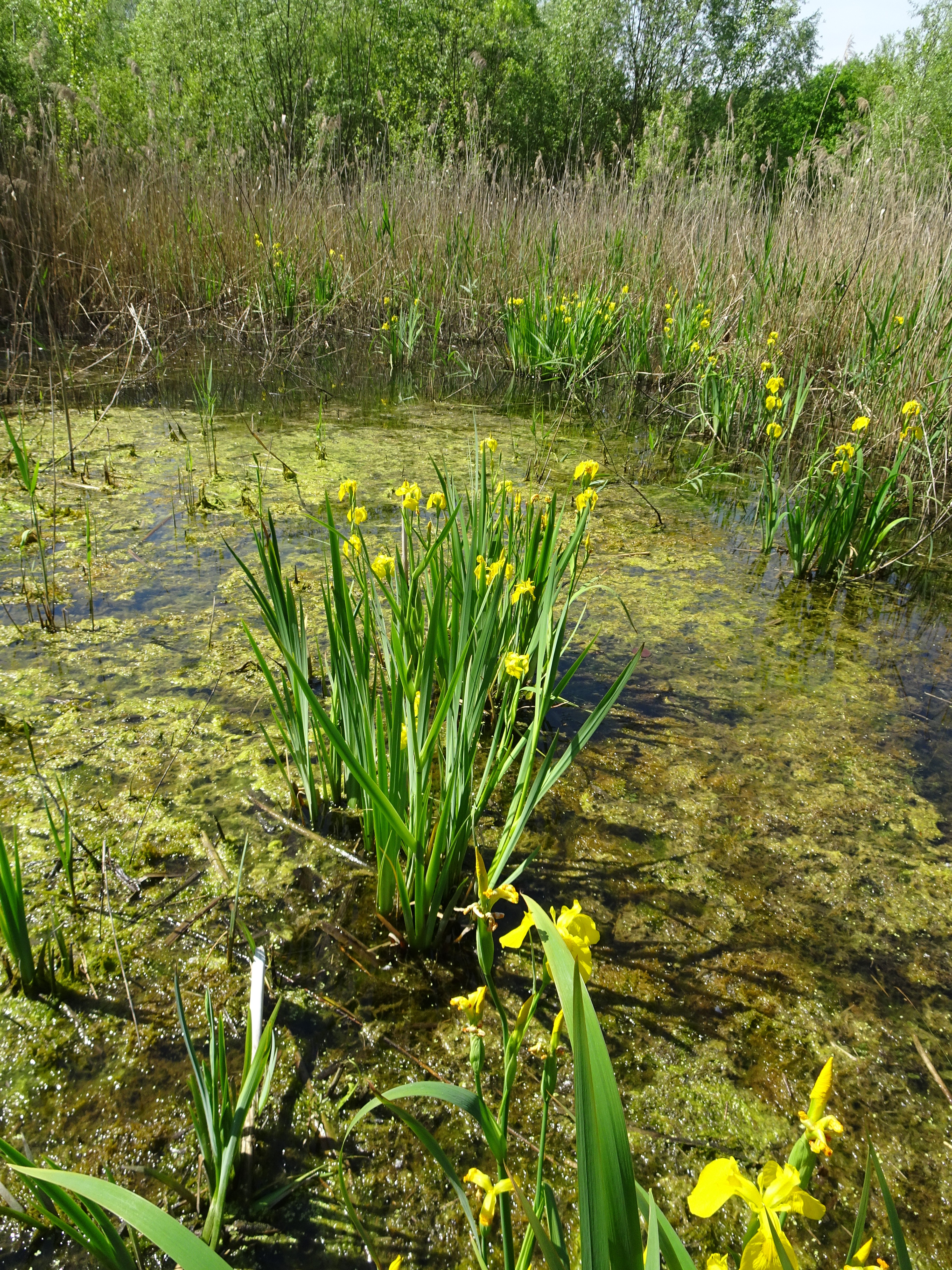
pohled na mokřad
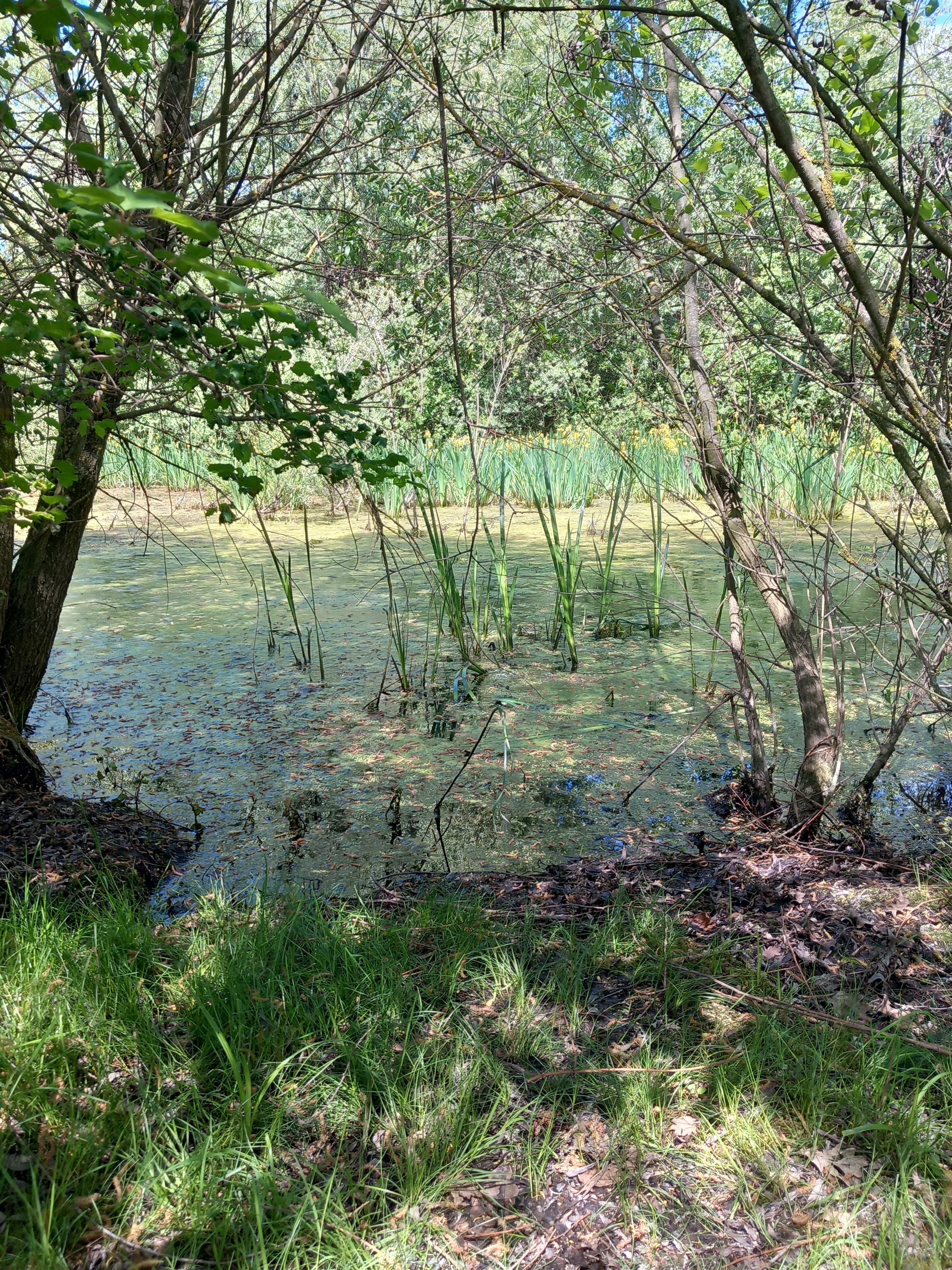
pohled na mokřad
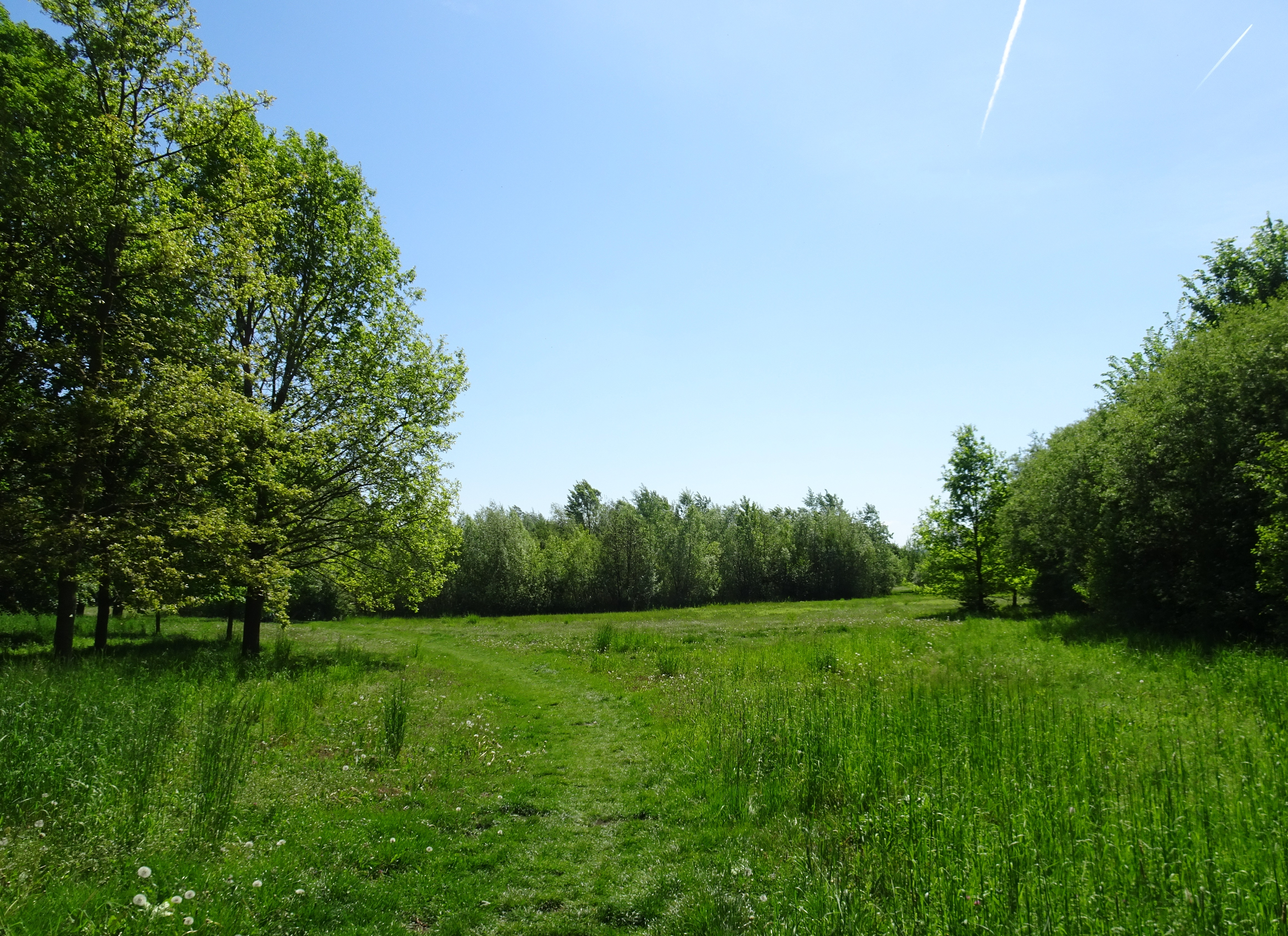
okolí mokřadu